# Miotacz ognia wz. 1934
Miotacz ognia wz. 1934 – polski międzywojenny miotacz ognia zaprojektowany przez por. Hermana Zielińskiego.

## Historia
Por. Zieliński mimo swojego zaangażowania w projekt ciężkiego miotacza ognia W.S.2., rozpoczął również prace nad lekkim miotaczem ognia własnej konstrukcji. Spotkało się to z pozytywnym odbiorem Państwowego Zakładu Inżynierii (PZInż), który zgodził się na wyprodukowanie prototypu na własne ryzyko. Informacje na temat podjętych prac są jednak bardzo ograniczone ze względu brak dokumentacji. Wiadomo, że w lipcu 1932 r. prace były bardzo zaawansowane i biuro techniczne PZInż przygotowało prototyp aparatu. 18 listopada 1933 r. wykonano rysunki techniczne, a na początku 1934 r. opracowano warunki techniczne.
W lutym 1934 r. przeprowadzono pierwsze próby miotacza. 17 marca tego samego roku Departament Techniczny Ministerstwa Spraw Wojskowych zatwierdził nowy wzór miotacza ognia planując poprawki zbiornika. Niedługo później, 24 marca zatwierdzono kolejne warunki techniczne. W połowie 1934 r. usunięto część mankamentów i wysłano prototyp do 1 Batalionu Saperów Legionów, gdzie uznano jego przydatność i zarekomendowano rozpoczęcie produkcji. Do 1935 r. usunięto wady zapalnika. 7 czerwca 1935 r. wydano ostatnie warunki techniczne na mocy których oba cylindry miały być pomalowane na kolor ochronny z wyjątkiem rury zaworu automatycznego.
W 1935 r. rozpoczęto produkcję seryjną i do 1938 r. wyprodukowano przynajmniej 130 zestawów.

## Konstrukcja
Miotacz ognia wz. 1934 miał masę 19-20 kg (pusty) i 31-32 kg (pełny). Składał się ze zbiornika z dwóch cylindrów o pojemności 21 litrów. Oba cylindry były połączone rurami gazowymi w dolnej i górnej części i wykonane były z blach stalowej 2 mm. W skład konstrukcji wchodził zbiornik z zaworem głównym, wąż gumowy z nakrętkami i rurami, zawór automatyczny, rozpylacz, zapalnik i szelki. Zbiornik przenoszono na szelkach mocowanych  do zbiornika strzemiączkami i poprzeczką. Mieszankę wlewano przez otwór w lewym cylindrze. Rura wylotowa wchodziła więc po prawej stronie ręki żołnierza obsługującego i zamykana była zaworem głównym. Wąż, wylot oraz palnik przeniesiono z ulepszonego pierścieniowego miotacza Wiewiórkowskiego.